# 21 Гончих Псов
21 Гончих Псов (лат. 21 Canum Venaticorum), BK Гончих Псов (лат. BK Canum Venaticorum), HD 115735 — двойная звезда в созвездии Гончих Псов на расстоянии приблизительно 296 световых лет (около 90,8 парсек) от Солнца. Визуальная звёздная величина звезды — от +5,17m до +5,13m. Возраст звезды определён как около 3,981 млн лет.

## Характеристики
Первый компонент — бело-голубая вращающаяся переменная звезда типа Альфы² Гончих Псов (ACV) спектрального класса B9III, или B9IV(Si), или B9V, или A0VSi, или A0V, или A0. Масса — около 2,62 солнечной, радиус — около 2,63 солнечного, светимость — около 64,565 солнечной. Эффективная температура — около 10583 K.
Второй компонент — коричневый карлик. Масса — около 28,6 юпитерианской. Удалён в среднем на 2,212 а.е..